# Équipe cycliste Chimbas Te Quiero
L'équipe cycliste Chimbas Te Quiero (anciennement Asociación Civil Mardan et Transporte Puertas de Cuyo) est une équipe cycliste argentine créée en 2017 et ayant le statut d'équipe continentale depuis 2017 à 2023 (à l'exception de 2021).

## Histoire de l'équipe
En 2022, l'équipe est renommée Chimbas Te Quiero.

## Principales victoires

### Championnats nationaux
- Championnats d'Argentine sur route : 1
  - Course en ligne : 2023 (Alejandro Durán)

## Classements UCI
L'équipe participe aux épreuves des circuits continentaux et en particulier de l'UCI America Tour. Les tableaux ci-dessous présentent les classements de l'équipe sur les différents circuits, ainsi que son meilleur coureur au classement individuel.
UCI America Tour
| UCI America Tour | UCI America Tour       | UCI America Tour                          | UCI America Tour |
| Année            | Classement par équipes | Meilleur coureur au classement individuel |                  |
| ---------------- | ---------------------- | ----------------------------------------- | ---------------- |
| 2019             | 29e                    | Laureano Rosas (345e)                     |                  |
| 2020             | 18e                    | Laureano Rosas (157e)                     |                  |
| 2022             | 7e                     | Emiliano Contreras (18e)                  |                  |
| 2023             | 19e                    | -                                         |                  |
|                  |                        |                                           |                  |
| Source : UCI     |                        |                                           |                  |

L'équipe est également classée au Classement mondial UCI qui prend en compte toutes les épreuves UCI et concerne toutes les équipes UCI.
| Classement mondial | Classement mondial     | Classement mondial                        | Classement mondial |
| Année              | Classement par équipes | Meilleur coureur au classement individuel |                    |
| ------------------ | ---------------------- | ----------------------------------------- | ------------------ |
| 2019               | 207e                   | Laureano Rosas (2219e)                    |                    |
| 2020               | 172e                   | Laureano Rosas (1688e)                    |                    |
| 2022               | 81e                    | Emiliano Contreras (254e)                 |                    |
| 2023               | 161e                   | Leandro Messineo (1216e)                  |                    |
|                    |                        |                                           |                    |
| Source : UCI       |                        |                                           |                    |

## Chimbas Te Quiero en 2022
| Cycliste                | Date de naissance | Nationalité | Équipe 2021                                 |  |
| ----------------------- | ----------------- | ----------- | ------------------------------------------- |  |
| Dario Alvarez           | 30 janvier 1990   | Argentine   | Sindicato de Empleados Públicos de San Juan |  |
| Facunda Matias Cattapán | 5 mai 1998        | Argentine   | Transporte Puertas de Cuyo                  |  |
| Emiliano Contreras      | 1er juillet 1994  | Argentine   | Transporte Puertas de Cuyo                  |  |
| Alejandro Durán         |                   | Argentine   | Sindicato de Empleados Públicos de San Juan |  |
| Pedro Gonzalez          | 4 juin 1983       | Argentine   | Equipo Continental Municipalidad de Pocito  |  |
| Emiliano Ibarra         | 20 janvier 1982   | Argentine   | Transporte Puertas de Cuyo                  |  |
| Iginio Daniel Lucero    | 8 août 1990       | Argentine   | Municipalidad de Rawson                     |  |
| Leandro Carlos Messineo | 13 septembre 1979 | Argentine   | Transporte Puertas de Cuyo (2020)           |  |
| Mauro Abel Richeze      | 7 décembre 1985   | Argentine   | Equipo Continental San Luis                 |  |
| Leonardo Rodríguez      | 20 mars 1998      | Argentine   | Municipalidad de Rawson                     |  |
| Ivan Gabriel Ruiz       | 26 janvier 1999   | Argentine   | Transporte Puertas de Cuyo                  |  |